# 12152 Aratus
12152 Aratus este un asteroid din centura principală. Descoperit în 1971, la Observatorul Palomar, asteroidul prezintă o orbită caracterizată de o semiaxă majoră egală cu 2,2382110 UA și de o excentricitate de 0,0205075, înclinată cu 1,76839° față de ecliptică.
Asteroidul a primit numele în cinstea poetului și astronomului antic grec Aratos / Aratus.